# Sveriges Kyrkliga Studieförbund
Sveriges Kyrkliga Studieförbund, tidigare Sveriges Kyrkliga Bildningsförbund, var ett svenskt studieförbund.

## Historik
Sveriges Kyrkliga Bildningsförbund bildades 1930.
Ett antal kyrkliga ungdomsorganisationer valde 1930 att på initiativ av bland andra Svenska Kyrkans Diakonistyrelse och andra kyrkliga organisationer bilda ett studieförbund. Biskoparna stödde idén, bland annat för att närma Svenska kyrkan till folkrörelserna och deras arbetssätt.
Namnet blev Sveriges Kyrkliga Bildningsförbund, vilket 1947 ändrades till Sveriges Kyrkliga Studieförbund, SKS. Under 1960-talet frigjordes studieförbundet från kyrkan och blev en självständig organisation.
Genom ett samgående mellan KFUK-KFUM:s studieförbund och Sveriges Kyrkliga Studieförbund (SKS) i maj 2002 bildades Sensus studieförbund. 

## Ordförande
Ordförande i Sveriges Kyrkliga Studieförbund har bestått av:
- Manfred Björkquist (1930-1940)
- Torsten Bohlin (1940-1950)
- Elis Malmeström (1950-1955)
- Åke Zetterberg (1965-1968)
- Olle Nivenius (1968-1972)
- Arne Palmqvist (1973-1977)
- Sven Fredriksson (1978-2001)
- Michael Ekdahl (2001-2002)

## Vice ordförande
- 1973–1975: Karl-Gustav Lindelöw

## Sekreterare
- Gunnar Sundqvist

## Konsulent
- 1987–1998: Carl-Gustaf Ståhl

## Musikrektor
- 1970-talet–2002: Kjell Bengtsson